# Васкуларни растения
Васкуларните растения (Tracheophyta) (наричани също кормусни или висши) са подцарство растения, характеризиращи се с наличието на специални проводящи (васкуларни) тъкани. Наименованието „кормусни“ идва от наименованието на вегетативното тяло – кормус, състоящо се от обособени вегетативни органи корен, стъбло и лист. Двете наименования (васкуларни и кормусни) се припокриват и се отнасят до еволюционно най-развитите растения, откъдето идва и наименованието „висши растения“.
Васкуларните тъкани се делят на ксилем и флоем. Ксилемът провежда вода и разтворените в нея минерални вещества от корена еднопосочно, през стъблото към листата, цветовете и плодовете. Флоемът провежда разтворените във вода органични вещества продукт на фотосинтезата в низходяща и възходяща посока (двупосочно).
Кормусните органи се диференцират според основната си функция: коренът прикрепва растението в почвата и изсмуква от там вода с разтворените в нея минерали, стъблото осигурява оптимално положение за листата и ги свързва с корените, а листата извършват фотосинтеза и транспирация. Кормусът образува периодично органи за размножаване на растението.
Подцарството включва папрати, плауни, хвощове, покритосеменни и голосеменни растения.
Неваскуларни растения са мъховете.